# Śnieżnik (roślina)
Śnieżnik (Chionodoxa Boiss.) – rodzaj roślin cebulowych należący do rodziny szparagowatych (Asparagaceae). Należy do niego 6 gatunków występujących w basenie Morza Śródziemnego. Rośliny z tego rodzaju są włączane do rodzaju cebulica Scilla.

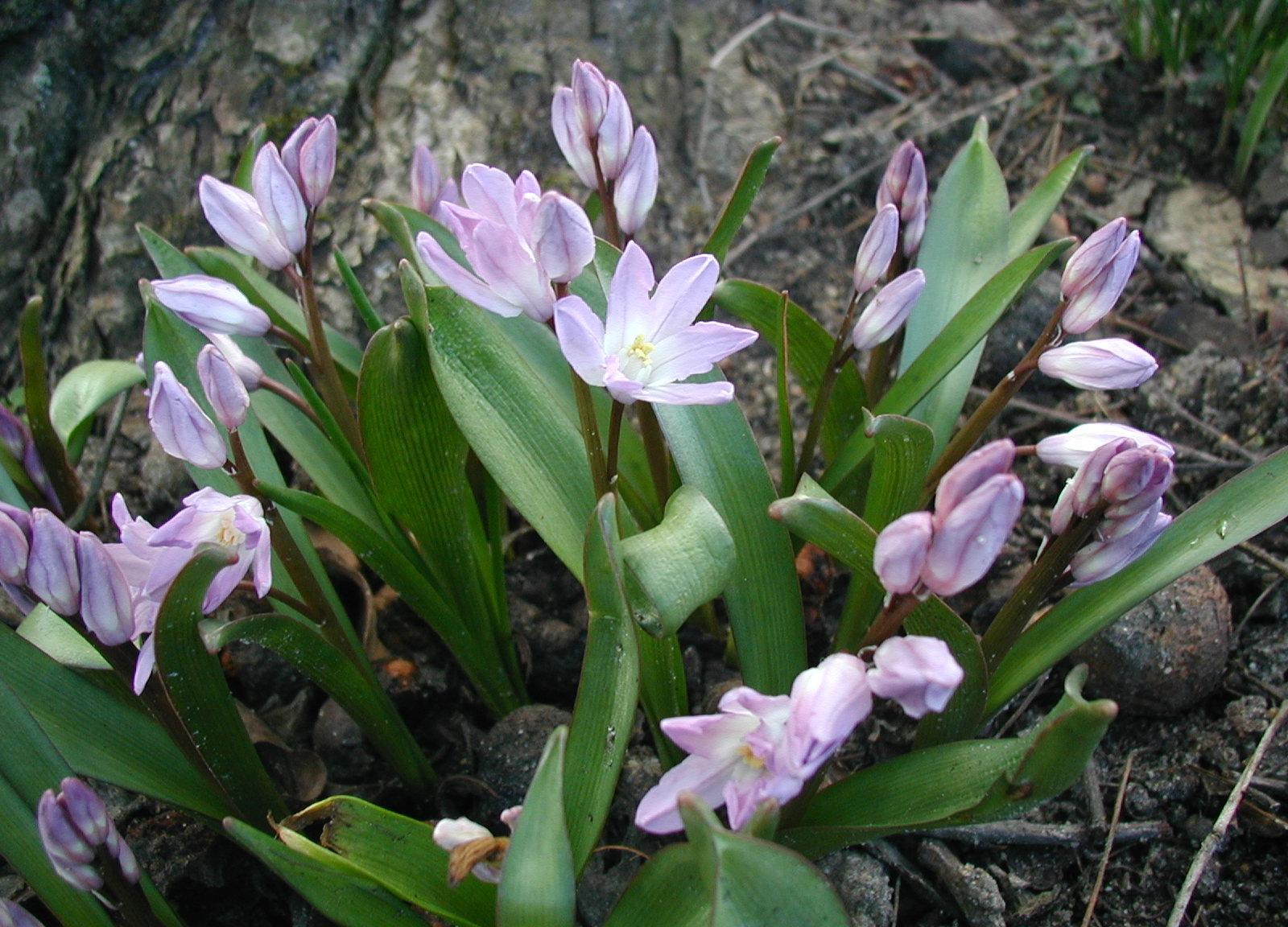
Śnieżnik lśniący

## Morfologia
ŁodygaNiewielka, cienka, brązowa, dorasta do kilkunastu cm wysokości.
LiścieDługie, wąskie, rynienkowate, zielone, zwykle dwa, na przedwiośniu zewnętrzna część zabarwiona na brązowo.
KwiatyZebrane w niewielkie grono liczące od 1 do kilku kwiatów. Okwiat sześciopłatkowy, gwiaździsty, o białym środku. Listki okwiatu lekko odchylają się do tyłu.
OwoceTorebki zielone, z czasem zmieniają barwę na brązową, w środku kryje się kilka niewielkich, okrągłych, prawie czarnych nasion o średnicy 2–3 mm.
Organy podziemneDrobna, okrągła i lekko spłaszczona cebulka z grubą warstwą suchej tuniki, jej kolor jest zależny od koloru kwiatów, roślina o srebrnej tunice ma kwiaty białe lub różowe, natomiast te o fioletowej okrywie kwitną na niebiesko.

## Systematyka
Rodzaj tradycyjnie wyróżniany w obrębie rodziny szparagowatych Asparagaceae, od dawna uznawany był za blisko spokrewniony z cebulicą (Scilla), od której zaliczane tu rośliny różnią się połączonymi u nasady listkami okwiatu. Dowodem na pokrewieństwo jest częste powstawanie mieszańców międzyrodzajowych z cebulicą dwulistną nazywanych ×Chionoscilla allenii Nicholson. W niektórych ujęciach systematycznych rodzaj Chionodoxa włączany jest do rodzaju Scilla. Takie ujęcie potwierdziły badania molekularne, z których wynika, że grupowane tu gatunki zagnieżdżone są we wspólnym kladzie razem z cebulicą dwulistną.
Gatunki (wybór)
- śnieżnik lśniący (Chionodoxa luciliae Boiss.) – posiada do 10 kwiatów osadzonych na rdzawobrązowej, cienkiej łodyżce, płatki białe u nasady, niebieskie na końcach. Do odmian należą:
  - 'Alba' – kwiaty białe
  - 'Pink Giant' – kwiaty różowe
- śnieżnik olbrzymi (Chionodoxa gigantea Whittall) – dorasta do 25 cm, kwiaty niebieskie o 4 cm średnicy.
- śnieżnik sardeński (Chionodoxa sardensis Barr. et Sudg) – wielkością i kształtem nie różni się od śnieżnika lśniącego, jednak jego kwiaty są całe niebieskie o małym białym oczku.

## Zastosowanie
Kilka gatunków uprawianych jest jako rośliny ozdobne.

## Uprawa
WymaganiaStanowisko słoneczne i cieniste (słabiej rośnie i kwitnie w cieniu). Gleba wilgotna, szczególnie wiosną i jesienią, latem wskazane jest, by była sucha. Preferują ziemię żyzną, wzbogaconą próchnicą, na glebach piaszczystych oraz ciężkich źle rosną i słabo kwitną.
RozmnażanieRośliny należy sadzić we wrześniu lub październiku, na głębokości 4–5 cm. Przed sadzeniem warto przekopać ziemię na głębokość 10 cm i wymieszać ją z nawozem (najlepiej w granulkach, gdyż rośliny cebulowe nie znoszą świeżego obornika). Śnieżniki rozsiewają się po całym ogrodzie (nasiona roznoszą mrówki). Rozmnażają się także za pomocą cebulek przybyszowych, które można rozsadzać.
PielęgnacjaPrzed nadejściem przymrozków przykrywa się miejsce z posadzonymi śnieżnikami kilkucentymetrową warstwą kory lub opadłych liści. Pierwsze pędy ukazują się w połowie marca, a kwiaty na początku kwietnia. Przed kwitnieniem warto rozrzucić wokół roślin trochę nawozu dla wzmocnienia kondycji, która zostanie mocno nadwerężona podczas tworzenia owoców i nasion.

## Szkodniki
Głównym zagrożeniem są nicienie i pędraki, które potrafią całkowicie zniszczyć cebulkę. Duże spustoszenia powoduje także kret, który ryjąc korytarze niszczy kępy. Części nadziemne mogą zostać zaatakowane przez ślimaki, mszyce bądź mączliki. Roślina jest stosunkowo odporna na zalanie, jednak zbyt długo stojąca woda spowoduje, że cebulka w końcu zgnije.